# 1949-es magyar női nagypályás kézilabda-bajnokság
Az 1949-es magyar női nagypályás kézilabda-bajnokság a huszonharmadik női nagypályás kézilabda-bajnokság volt. A bajnokságban két csoportban hét és nyolc csapat indult el, a csapatok egy kört játszottak. A csoportok első helyezettjei játszhattak a bajnoki címért, a másodikok a bronzéremért. A bajnokságot ősszel játszották le, utána áttértek a tavaszi-őszi rendszerre.

## Tabella

### A. csoport
| #  | Csapat             | M | Gy | D | V | G+ | G- | P  |
| -- | ------------------ | - | -- | - | - | -- | -- | -- |
| 1. | Békéscsabai SZSE   | 6 | 5  | 1 | 0 | 25 | 12 | 11 |
| 2. | Csepeli Posztó     | 6 | 4  | 1 | 1 | 22 | 15 | 9  |
| 3. | Kistext SE         | 6 | 3  | 2 | 1 | 28 | 21 | 8  |
| 4. | Békéscsabai VSE    | 6 | 3  | 0 | 3 | 16 | 14 | 6  |
| 5. | Csepeli MTK        | 6 | 2  | 1 | 3 | 17 | 19 | 5  |
| 6. | Gázgyári MTE       | 6 | 1  | 1 | 4 | 25 | 30 | 3  |
| 7. | Budakalászi Textil | 6 | 0  | 0 | 6 | 15 | 37 | 0  |

### B. csoport
| #  | Csapat                  | M | Gy | D | V | G+ | G- | P  |
| -- | ----------------------- | - | -- | - | - | -- | -- | -- |
| 1. | Postás SE               | 7 | 7  | 0 | 0 | 34 | 7  | 14 |
| 2. | Hazai Fésűs SE          | 7 | 5  | 0 | 2 | 25 | 14 | 10 |
| 3. | Munkás TE               | 7 | 5  | 0 | 2 | 22 | 18 | 10 |
| 4. | MÉMOSZ Drasche          | 7 | 3  | 0 | 4 | 24 | 27 | 6  |
| 5. | Goldberger SE           | 7 | 2  | 1 | 4 | 20 | 23 | 5  |
| 6. | Ajkacsingervölgyi Tárna | 7 | 2  | 0 | 5 | 17 | 26 | 4  |
| 7. | Szentgotthárdi DSE      | 7 | 2  | 0 | 5 | 12 | 30 | 4  |
| 8. | Győri Vörös Fonal       | 7 | 1  | 1 | 5 | 15 | 24 | 3  |

* M: Mérkőzés Gy: Győzelem D: Döntetlen V: Vereség G+: Dobott gól G-: Kapott gól P: Pont

## Helyosztó mérkőzés
1. helyért: Postás SE-Békéscsabai SZSE 9:1 és 8:1
3. helyért: Hazai Fésűs SE-Csepeli Posztó 2:4 és 5:2